# Rychtářský potok
Rychtářský potok je horský potok, který pramení pod kopcem Zadek u vesnice Podlesí (místní část Budišova nad Budišovkou) v Nízkém Jeseníku v okrese Opava v Moravskoslezském kraji. Potok nejprve teče převážně východním směrem a u silnice z Podlesí do Budišova (pod kopcem Šlapákův les) se stáčí k severovýchodu, meandruje a přibírá Luční potok. V Budišově nad Budišovkou jsou na potoce vybudované dvě malé vodní nádrže s názvem „V Parku“. Pak potok teče kolem Lesního parku s discgolfem, protéká autokempem a pod kopcem Šibeník se zprava vlévá do řeky Budišovka. Plocha povodí potoka je 6,3 km².

## Další informace
Rychtářský potok je také zahrnut v povodňovém plánu obce Budišov nad Budišovkou.
Rychtářský potok prošel v roce 2020 v neobydlených částech důležitou revitalizací za účelem obnovy a zlepšení ekologie, hydrologické situace a krajinného rázu.